# 상하이역

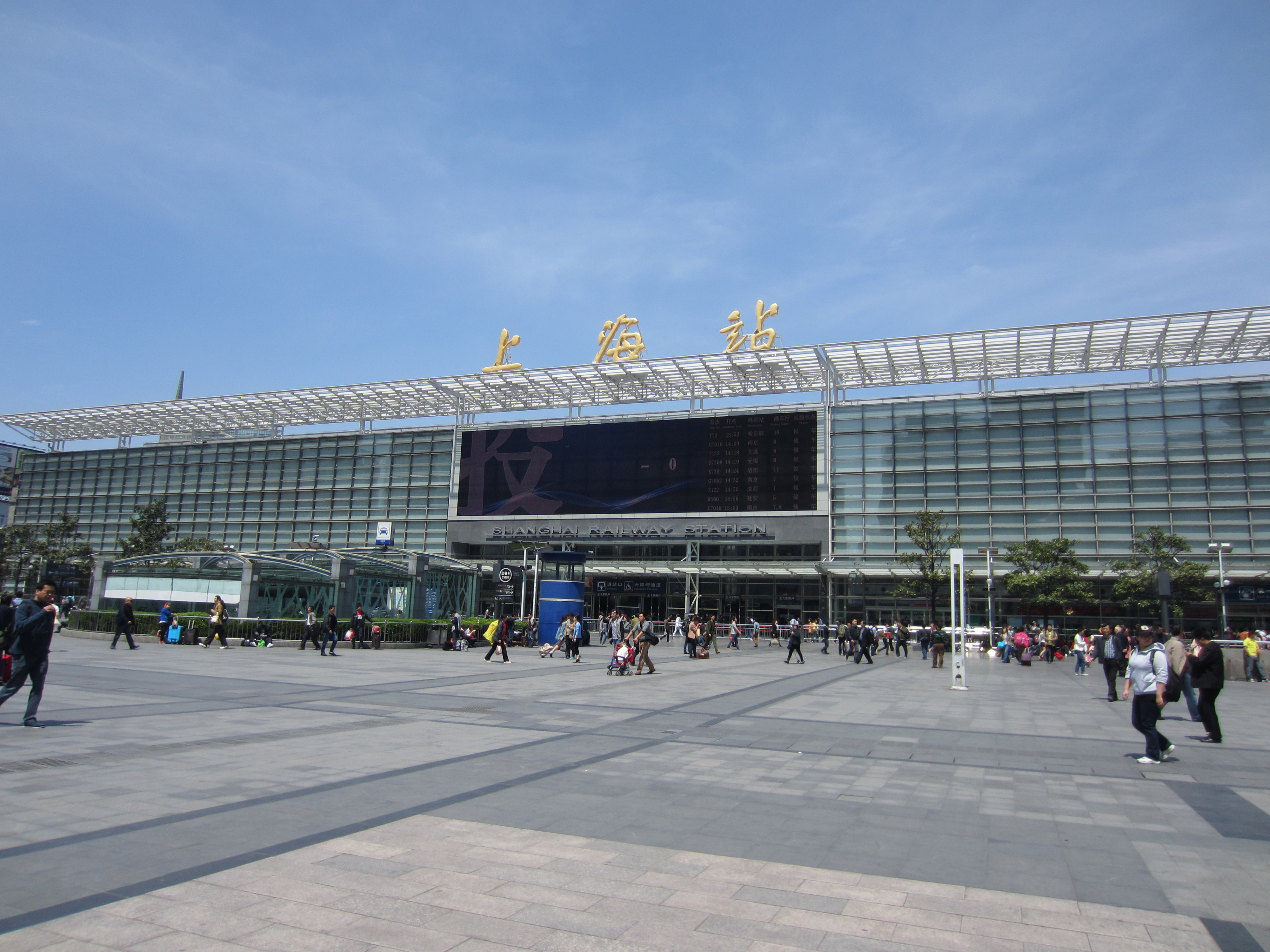
상하이역 남광장

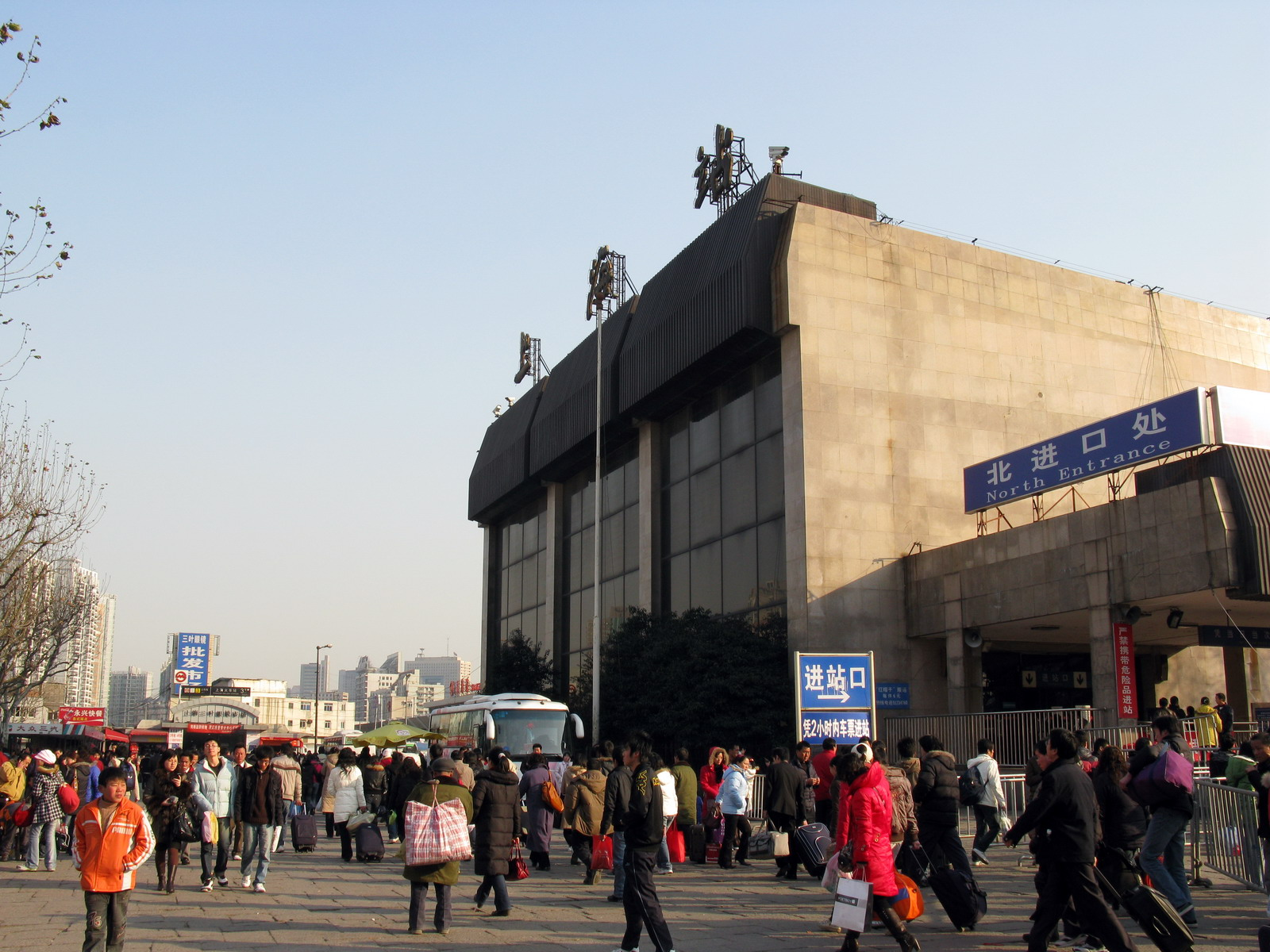
상하이역 북광장

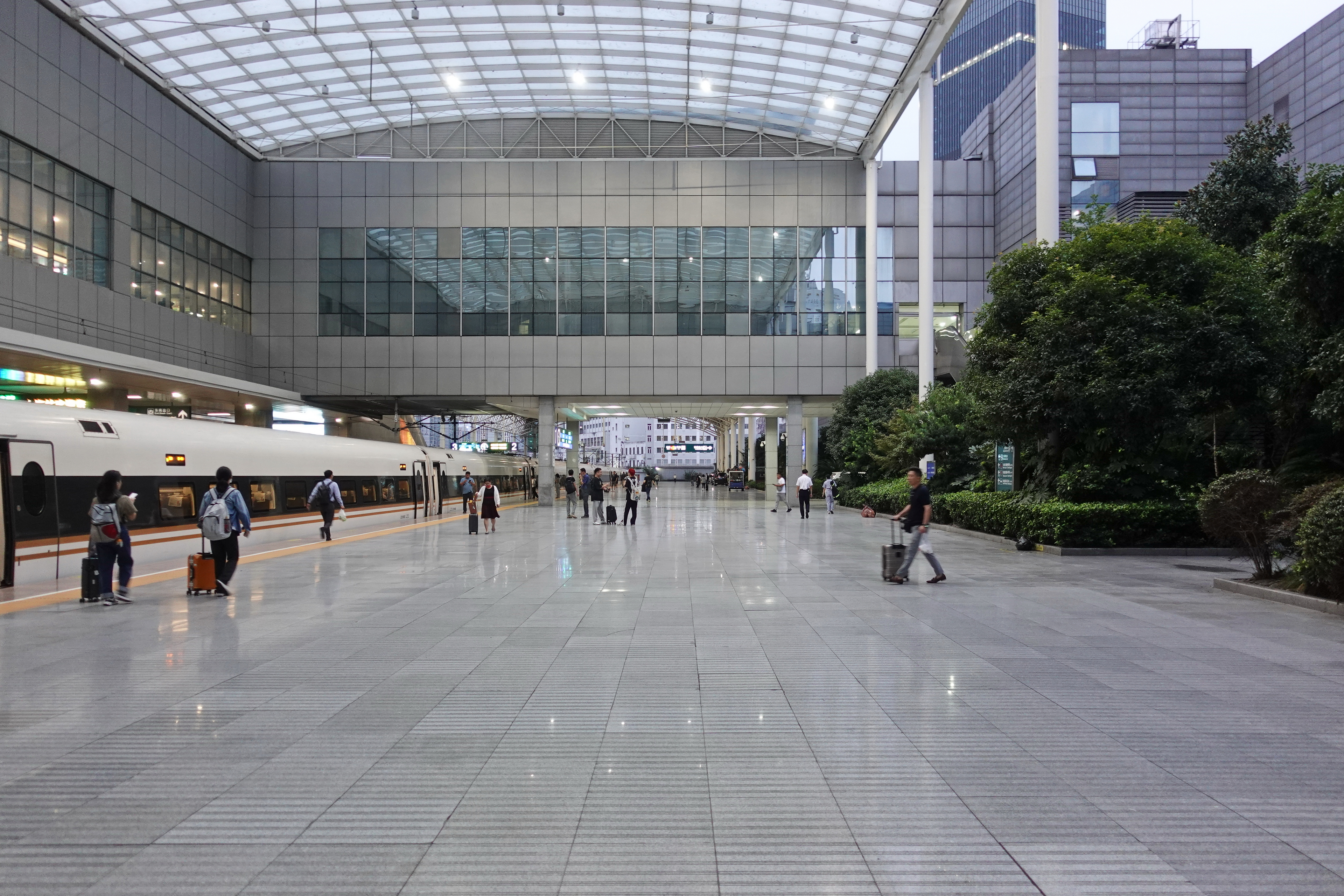

상하이 기차역(上海站)는 상하이의 갑북구에 있는 기차역이다．상하이에서 가장 큰 역이며, １일 평균 승차객수는 약30만 명으로, 장거리 열차 외 상하이 지하철도 발착한다. 상하이는 중국의 철도망의 중추이고 북경， 톈진행의 특급과 전국 각지로 열차가 연결되어 있다. 또 홍콩(구룡) 사이의 월경의 소식도 있기 때문에 세관이 마련되어 있다．2006년 7월 상하이 남역이 완성되고 상하이 시의 장거리 철도 수송이 분산되어 승차역을 확인해야 한다.